# Nagykeresztúr
Nagykeresztúr é um município da Hungria, situado no condado de Nógrád. Tem 8,2 km² de área e sua população em 2015 foi estimada em 249 habitantes.